# Obični tik
Obični tik (indijski hrast, lat. Tectona grandis), do 50 metara visoklo drvo iz porodice Lamiaceae. To je listopadno drvo koje raste od istočne Indije do Malezije i Jave, tipska je vrsta roda tikovo drvo (Tectona).
Tikovina je najbolje građevno drvo na svijetu, i stoga se rabi u raznim drvnim tvorevinama koje su izložene ekstremnijim klimatskim utjecajima, kao što su brodske palube. Trajno je, otporno na vodu i štetočine. 
List, korijen i sjemenke su ljekovoti, a ulje sjemenki poboljšava i stimulira rast kose.
Afrička tikovina ili iroko, (Milicia excelsa), nije mu srodno a pripada porodici Moraceae.
- T. grandis
- T. grandis
- sjemenke, T. grandis
- plodovi, T. grandis